# 이마이 유리나
이마이 유리나(일본어: 今井 裕里奈, 1998년 2월 20일 ~ )는 일본의 여자 축구 선수이다.

## 구단 경력
2020년 제프 유나이티드 지바에 입단하였다. 2023년 1. FSV 마인츠 05로 이적했다.

## 국가대표팀 경력
그녀는 2018년 FIFA U-20 여자 월드컵에 참가할 일본 U-20 국가대표팀에 발탁되었으며, 1경기에 출전, 우승.